# Mark Tuan

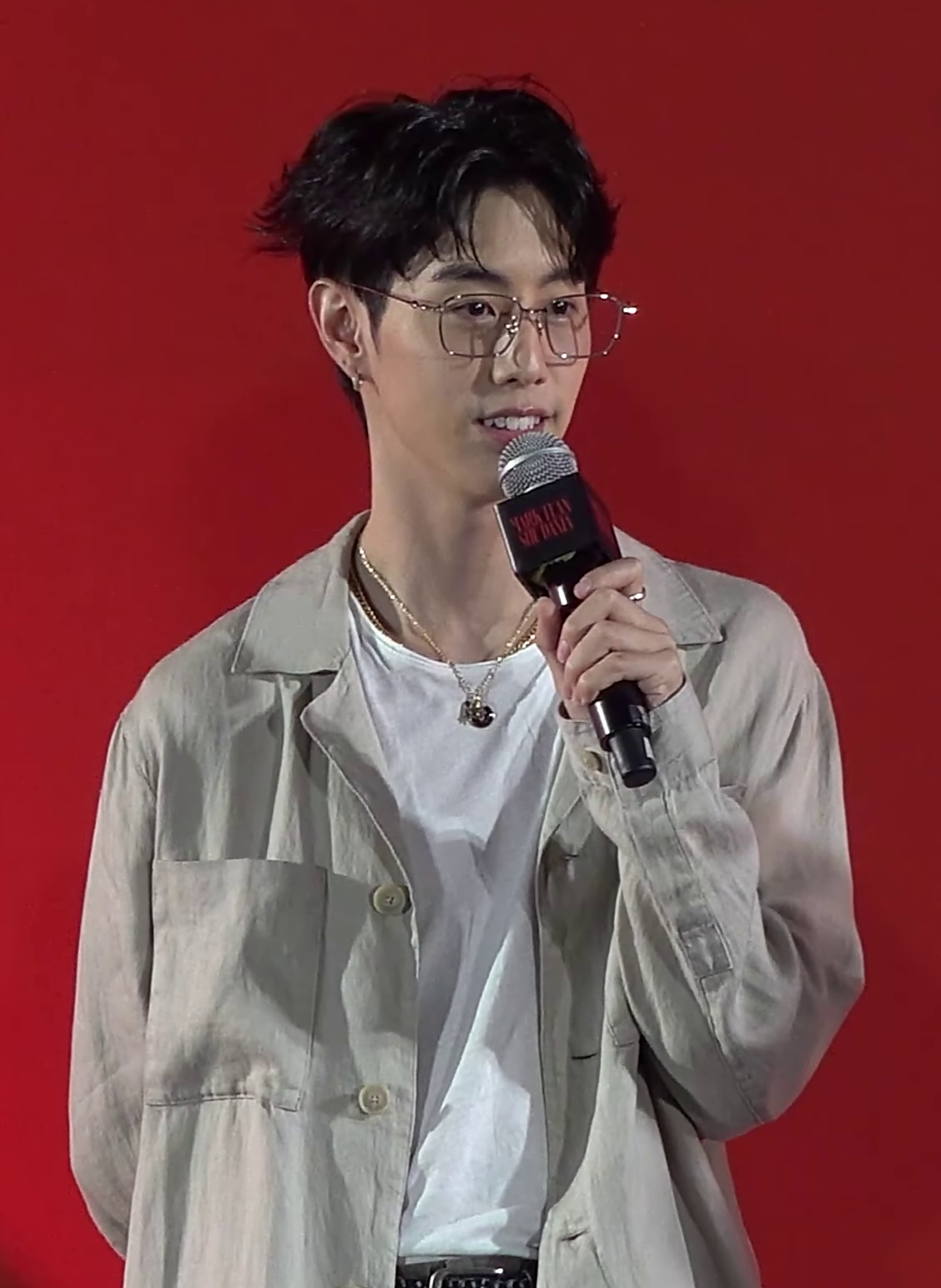
Mark Tuan, 2024

Mark Tuan (geboren als Mark Yien Tuan (chinesisch 段宜恩, Pinyin Duàn Yí'ēn; koreanisch 마크투안), am 4. September 1993), auch bekannt unter dem Namen Mark, ist ein amerikanischer Rapper und Sänger. Er ist Teil der K-Pop-Gruppe Got7.

## Biografie
Geboren wurde Mark Tuan in Los Angeles, Kalifornien, verbrachte aber einige Jahre in Paraguay und Brasilien, bevor er mit seiner Familie zurück nach Kalifornien zog und dort aufwuchs. Er besitzt taiwanesische Wurzeln und hat zwei ältere Schwestern sowie einen jüngeren Bruder. In der Grundschule bekam er Geigen- sowie Klavierunterricht und lernte später Gitarre in der Junior High School.
Er besuchte die Arcadia High School in Arcadia, Kalifornien, wo er 2010 einem Scout von JYP Entertainment auffiel, der ihn daraufhin zu einem Auswahlverfahren einlud. Eigentlich hatte Tuan nicht geplant, eine Karriere in der Musikindustrie zu verfolgen, versuchte es aber, da seine Freunde und die Familie ihn ermutigten. Nachdem er das Auswahlverfahren bestanden und seine Schule in der 10. Klasse verlassen hatte, zog er im August 2010 nach Südkorea. Dort lernte er in zwei Jahren neben Singen, Tanzen und Rappen auch Akrobatik und Kampfkunst.

## Karriere

### 2012–2013
Im Jahr 2012 hatte Mark Tuan einen kleinen Auftritt in der ersten Folge der Serie Dream High 2 als Backup-Tänzer, wo er zusammen mit seinen späteren Got7–Mitgliedern JB und Jinyoung vor der Kamera stand.
Er trat 2013 in der vierten Folge von Mnets Reality-Survival-Programm WIN: Who is Next auf, in der die Mitglieder von iKon und Winner vorgestellt wurden, die damals noch bei YG Entertainment Trainees waren. In der Sendung traten auch die zukünftigen Got7-Mitglieder Jackson Wang, BamBam und Yugyeom auf.

### 2014–2020
Am 16. Januar 2014 debütierte Tuan als Teil der K-Pop-Boygroup Got7 mit der EP Got It? und der Single Girls Girls Girls. Tuan begann offiziell mit dem Schreiben von Rap und Songtexten für Got7-Songs mit der EP Just Right und dem Song Back To Me. Er trug zu Flight Log: Turbulence bei, indem er bei fünf von dreizehn Songs, darunter My Home und Let Me, an Rap und Text mitwirkte. Mit dem dritten Studioalbum von Got7, Present: You veröffentlichte Tuan seinen ersten koreanischen Solosong OMW. Am 13. September 2018 wurde der Song als Tuans erstes Solo-Musikvideo veröffentlicht, das später das erste Musikvideo eines JYPE-Idols wurde, das eine Million Aufrufe auf Naver erreichte.
Am 10. Februar 2018 hielt Tuan gemeinsam mit seinem Band Kollegen BamBam ein Fanmeeting „Project Blur“ Thailand in MCC Hall The Mall Ngamwongwan.
Tuan modelte für mehrere Zeitschriften in Südkorea, China und Thailand. Seit Anfang 2017 erschien er unter anderem in Dazed Korea, Ceci Korea, Grazia, Jstyle, Ele, Allure, Cosmo, Vogue Korea, GQ Thailand, Vogue Thailand, und vielen weiteren Zeitschriften. Im März 2019 war Tuan das Cover der 200. Ausgabe des koreanischen Wohltätigkeitsmagazins The Big Issue, das sich für Obdachlose einsetzt. Außerdem veröffentlichte er 2018 und 2019 zusammen mit Represent zwei limitierte Kollektionen unter dem Namen XCIII, die sich auf sein Geburtsjahr beziehen, wobei er bei der Kreation und dem Design der einzelnen Stücke mitwirkte. Von der zweiten Kollektion, XCIII Evolution, wurden 40.446 Stück verkauft, alle Gewinne gingen an wohltätige Zwecke. Nach der Teilnahme an der Mailänder Fashion Week 2019 für Ermenegildo Zegna mit GQ Thailand und seiner Zusammenarbeit mit Represent äußerte Tuan den Wunsch, seine eigene Marke zu gründen. Sein erstes US-Magazin-Cover machte Tuan im November 2020 für die Changes-Ausgabe von Lined.
Im Frühjahr 2019 begleitete er Jus2 auf ihrem 'Fokus' Premiere Showcase in Asien als Moderator in Macau, Taipeh und Singapur.

#### Aktivitäten in China
Tuans zunehmende Präsenz auf dem chinesischen Markt begann im Jahr 2018 mit der Teilnahme an Fotoshootings, Veranstaltungen und Interviews. Im Januar 2019 hatte Tuan mit der Varieté-Show Change Your Life (chinesisch 重量级改变) seinen ersten Fernsehauftritt auf dem chinesischen Festland. Am 11. April 2019 nahm Tuan an den Weibo-Starlight-Awards in Hongkong teil und gewann den Hot-Star-Award.
Sein erstes Fantreffen in China hielt er unter dem Titel „On Your Mark“ ab und besuchte von 2019 bis 2020 Nanjing, Chengdu und Shanghai. Am 20. Juli 2019 hielt er das erste seiner Solo-Fantreffen in Nanjing, China, ab, bei dem alle 3000 Plätze ausverkauft waren. Es wurde berichtet, dass die Tickets für die Veranstaltung innerhalb der ersten Minute ausverkauft waren. Bei der Veranstaltung wurde auch sein erstes Fotoalbum Mark宜夏 signiert, das bereits am 30. Juni veröffentlicht worden war. Am 14. September desselben Jahres folgte ein Fantreffen in Chengdu, China, und am 11. Januar 2020 eine letzte Station in Shanghai, China. Am Tag des letzten Fantreffens veröffentlichte er seine erste chinesische Single Outta My Head und debütierte damit als Solokünstler. Seine zweite Single mit dem Titel 从未对你说过 (englisch: Never Told You), wurde als Charity-Single am White Day veröffentlicht und später über Dark Horse Entertainment auf Spotify und Apple Music verfügbar gemacht. Der Song wurde in Zusammenarbeit mit der China Children's Charity Relief Foundation herausgebracht, in deren Partnerschaft auch ein Pullover gemeinsam mit ETET verkauft wurde, um Kindern in Heqing County in der Provinz Yunnan zu helfen.
Tuan besitzt in vier Ländern (China, Süd-Korea, Japan und Thailand) Werbedeals und Partnerschaften. Unter anderem bewarb er in Thailand, gemeinsam mit BamBam Vivo, aber auch in China war er Markenbotschafter für Davines (大卫尼斯) im April 2019 und Mentholatum im Mai 2020. Im August 2020 wurde Tuan Markenbotschafter für China Unicom, einem großen Telekommunikationsanbieter in China.
Vom 15. Juni bis zum 28. August 2020 erschien Tuan in acht Folgen von Huya Super Idol League Staffel 10 als „Gamer Mark“.

### Ab 2021
Im Januar 2021 entschied sich Tuan, zusammen mit den anderen sechs Mitgliedern von Got7, seinen Vertrag mit JYP Entertainment nicht zu verlängern. Nach seinem Ausstieg eröffnete Tuan einen YouTube-Kanal, der in kurzer Zeit über eine Million Abonnenten gewann, ohne das er überhaupt Inhalte gepostet hatte. Am 21. Januar veröffentlichte er dort sein erstes Video.
Am 7. Februar wurde die Eröffnung von Tuans Firma Mark Tuan Studio in Peking, China, bekannt gegeben, die sich auf seine Solo-Aktivitäten in China und Promotion konzentriert. Am 12. Februar veröffentlichte er die Single One in a Million in Zusammenarbeit mit Sanjoy Deb. Ein animiertes Musikvideo, an dem Tuan auch als ausführender Produzent beteiligt war, wurde am Valentinstag auf seinem YouTube-Kanal veröffentlicht. Außerdem fungierte er als ausführender Produzent des Musikvideos Encore von Got7, das am 20. Februar veröffentlicht wurde.
Eine dritte Kollektion in Zusammenarbeit mit Represent unter dem Namen XC3 kam am 17. März in den Handel. Am 29. April unterschrieb Tuan bei der Creative Artists Agency. Am 2. Juni wurde er Botschafter für die Black Rose Skin Infusion Cream von Sisley. Im selben Monat erschien Tuan neben Winnie Harlow auf dem Cover von L'Officiel Philippines. Am 16. Juni arbeitete Tuan als erster Künstler mit Anessa für eine limitierte Auflage der Artist Box zusammen.
In der zweiten Jahreshälfte von 2021 sang er mit BIBI Never Gonna Come Down für den Film Shang-Chi and the Legend of the Ten Rings, was sein erster OST war. Im September nahm er an der Pariser Fashion Week für Rick Owens, Raf Simons, Lanvin und Balenciaga teil.
Am 12. November 2021 veröffentlichte Tuan seine digitale Single „Last Breath“. Im Januar 2022 veröffentlichte er die Songs My Life, Lonely im März, Save Me im April und imysm im Juli.
Vom 27. Mai bis zum 29. Mai hielt er in Thailand das ausverkaufte Fantreffen „Pull-Up“.
Sein erstes Studioalbum The Other Side veröffentlichte er am 26. August 2022.

## Privatleben
Da er in den USA aufwuchs und aus einer taiwanesischen Familie stammt, spricht Tuan sowohl Englisch als auch Mandarin-Chinesisch und beherrscht außerdem Koreanisch und Japanisch.
Tuan unterstützt durch seine Arbeit wohltätige Zwecke. Im Februar 2020 spendete er für den Kauf von Beatmungsgeräten für die COVID-19-Pandemie in Hubei, China. Am 31. Mai spendete Tuan angesichts der Ereignisse in den USA 7.000 Dollar für den George-Floyd-Memorial-Fund und die Black-Lives-Matter-Bewegung. Im November spendete er 1.500 Dollar für die Opfer des Taifuns Ulysses. Im April 2021 spendete Tuan 30.000 $ an Stop AAPI Hate.

## Diskografie

### Studioalben
| Jahr | Titel Musiklabel                | Höchstplatzierung, Gesamtwochen, AuszeichnungChartsChartplatzierungen (Jahr, Titel, Musiklabel, Platzierungen, Wochen, Auszeichnungen, Anmerkungen) | Anmerkungen                           |
| Jahr | Titel Musiklabel                | KR | Anmerkungen                           |
| ---- | ------------------------------- | --- | ------------------------------------- |
| 2022 | The Other Side Mark Tuan Studio | — | Erstveröffentlichung: 26. August 2022 |

### Singles
| Jahr | Titel Album                                                                             | Verkäufe       |
| ---- | --------------------------------------------------------------------------------------- | -------------- |
| 2020 | Outta My Head –                                                                         | CHN: + 171.925 |
| 2020 | Never Told You (从未对你说过) –                                                         | CHN: + 153.163 |
| 2021 | One in a Million (mit Sanjoy Deb) –                                                     | —              |
| 2021 | Never Gonna Come Down (mit Bibi) Shang-Chi and the Legend of the Ten Rings (Soundtrack) | —              |
| 2021 | Last Breath –                                                                           | —              |
| 2022 | My Life –                                                                               | —              |
| 2022 | Lonely –                                                                                | —              |
| 2022 | Save Me –                                                                               | —              |
| 2022 | imysm –                                                                                 | —              |

## Filmografie

### Serien
| Jahr | Titel        | Rolle          | Anmerkung                                                 | Quellen |
| ---- | ------------ | -------------- | --------------------------------------------------------- | ------- |
| 2012 | Dream High 2 | Back-up Tänzer | Cameo (Episode 1)                                         | [ 14 ]  |
| 2015 | Dream Knight | als er selbst  | Koreanische-Chinesische Webserie von JYPE und Youku Tudou | [ 93 ]  |
| 2016 | Sanctuary    | als er selbst  | Thailändischer Kurzfilm                                   | [ 94 ]  |

### Varieté-Show
| Jahr | Titel                         | Rolle          | Anmerkung                                                  | Quellen        |
| ---- | ----------------------------- | -------------- | ---------------------------------------------------------- | -------------- |
| 2013 | WIN: Who is Next              | Teilnehmer     | Rap- und Tanzbattle (Episode 4)                            | [ 95 ]         |
| 2016 | Battle Likes                  | Moderator      | gemeinsam mit BamBam (Episodes 1–2)                        |                |
| 2017 | Law of the Jungle             | Cast           | in New Zealand (Episodes 265–268)                          | [ 96 ] [ 97 ]  |
| 2017 | I Can See Your Voice          | Cast           | with Got7's BamBam, Youngjae, Yugyeom, Jinyoung, and Jay B |                |
| 2017 | I Can See Your Voice Thailand | Cast           | with Got7's BamBam, Youngjae, and Yugyeom                  |                |
| 2019 | Got7 Real Thai                | Cast           | with Got7's BamBam, Youngjae, and Jinyoung                 | [ 98 ]         |
| 2019 | Got7 Golden Key               | Cast           | with Got7's Youngjae                                       | [ 99 ] [ 100 ] |
| 2019 | All For One (以团之名)        | Special Mentor |                                                            |                |

## Auszeichnungen
Weibo Starlight Awards
- 2019: „Hot Star Award“[40]